# 기후물

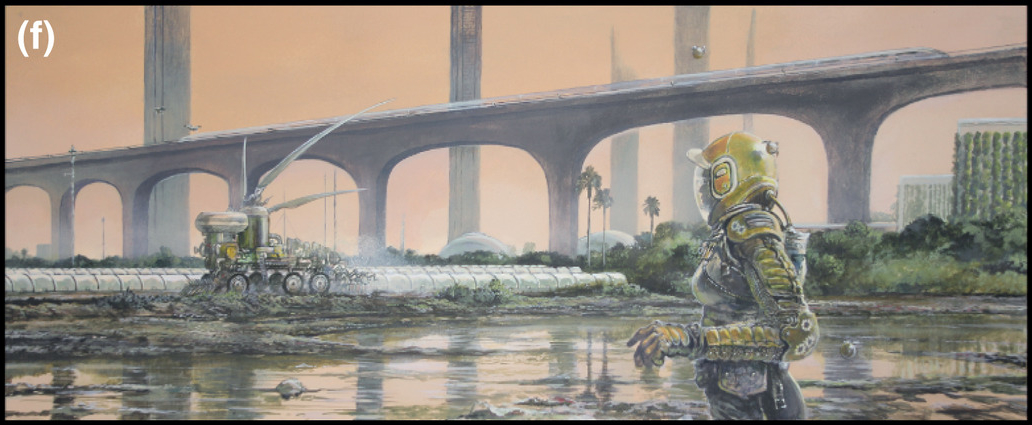
서기 2500년, 기후 변화의 영향을 받는 인도 농업을 묘사한 사변적 삽화.

기후 소설 (때때로 클라이파이 cli-fi로 줄임)은 기후 변화와 지구 온난화를 다루는 문학이다. 본질적으로 사변적일 필요는 없지만 작품은 우리가 알고 있는 세계 또는 가까운 미래를 배경으로 삼을 수 있다. 장르는 인류가 기후 변화의 영향에 어떻게 반응하는지에 따라 잠재적인 미래를 상상하는 과학 소설과 디스토피아 또는 유토피아적 주제가 자주 포함된다. 기후 공학 또는 기후 적응 관행과 같은 기술은 사회에 미치는 영향을 탐구하는 작품에서 종종 두드러지게 나타난다. 기후 소설은 석유 문화와 경제를 직접적으로 다루는 석유 소설과는 다르다.
"기후 소설"이라는 용어는 2010년대부터 사용되었지만 기후 변화는 이미 20세기 이후부터 JG 밸러드 및 옥타비아 버틀러와 같은 작가가 개척한 소설의 주제였다. 저명한 기후 소설 작가로는 마거릿 애트우드, 킴 스탠리 로빈슨, 리처드 파워스가 있다.
문학 및 환경 문제에 대한 대학 과정은 강의 계획서에 기후 변화 소설을 포함할 수 있다. 이 문헌은 뉴욕 타임스, 가디언, Dissent 지를 비롯한 다양한 국제 매체에서 논의됐다. 기후 변화를 전달 하는 데 있어 소설의 역할은 연구 주제였다.

## 술어
"cli-fi"라는 용어는 2007년 또는 2008년에 프리랜서 뉴스 기자이자 기후 운동가인 댄 블룸Dan Bloom에 의해 만들어졌다. 블룸은 상업적으로 성공하지 못한 2075년을 배경으로 한 알래스카의 기후 난민에 관한 종말론적 이야기인 그의 소설 Polar City Red를 설명하기 위해 이 용어를 사용했다. 이후 2013년 4월 Christian Science Monitor 와 NPR 이 인간이 유발한 기후 변화를 다룬 소설과 영화의 새로운 문학적 운동에 대한 기사를 게재하면서 주류 언론에 등장했다. Bloom은 이러한 기능에서 용어를 만드는 데 있어 자신의 역할에 대한 언급 부족에 대해 비판적이었다. 스콧 틸은 2014년 허프포스트에 프래니 암스트롱의 영화 '바보의 시대 '에서 SF와 허구의 혼합에서 영감을 받아 2009년에 이 용어를 대중화했다고 썼다.
많은 문학 작품들도 이보다 수십 년 전에 기후 변화를 다루었으며 이 용어는 소급 적용됐다.

## 역사

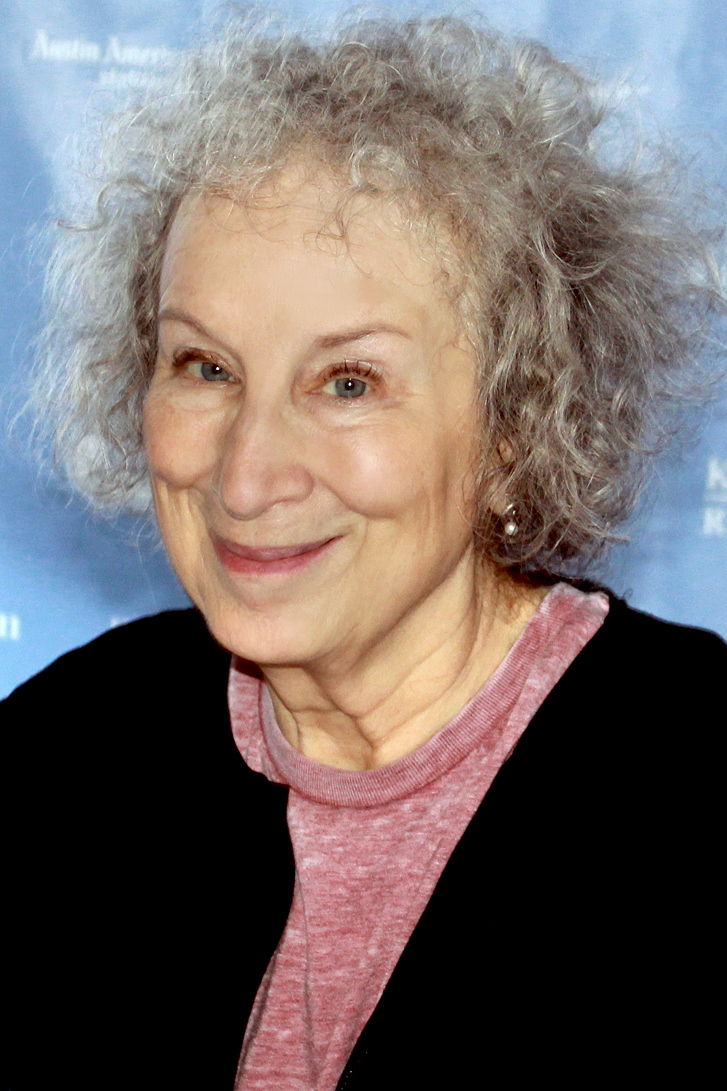
마거릿 애트우드의 미친 아담 시리즈는 생태비평에서 자주 인용되는 디스토피아 소설이다.

## 같이 보기
- 종말물